# Conchopterella kuscheli
Conchopterella kuscheli är en insektsart som beskrevs av Eduard Handschin 1955. Conchopterella kuscheli ingår i släktet Conchopterella och familjen florsländor. Inga underarter finns listade i Catalogue of Life.